# Polizia cantonale

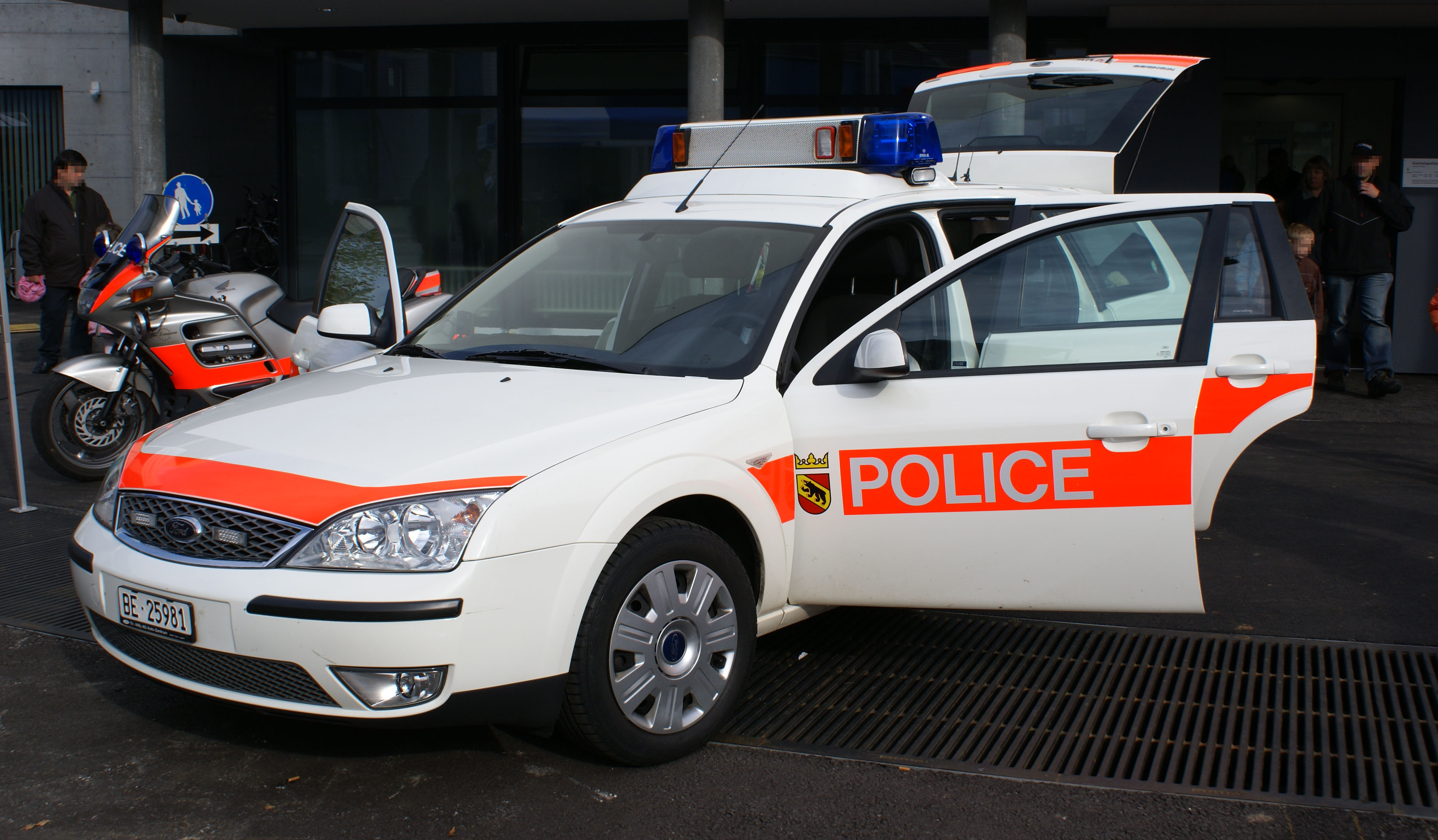
Auto di pattuglia e moto della polizia cantonale bernese

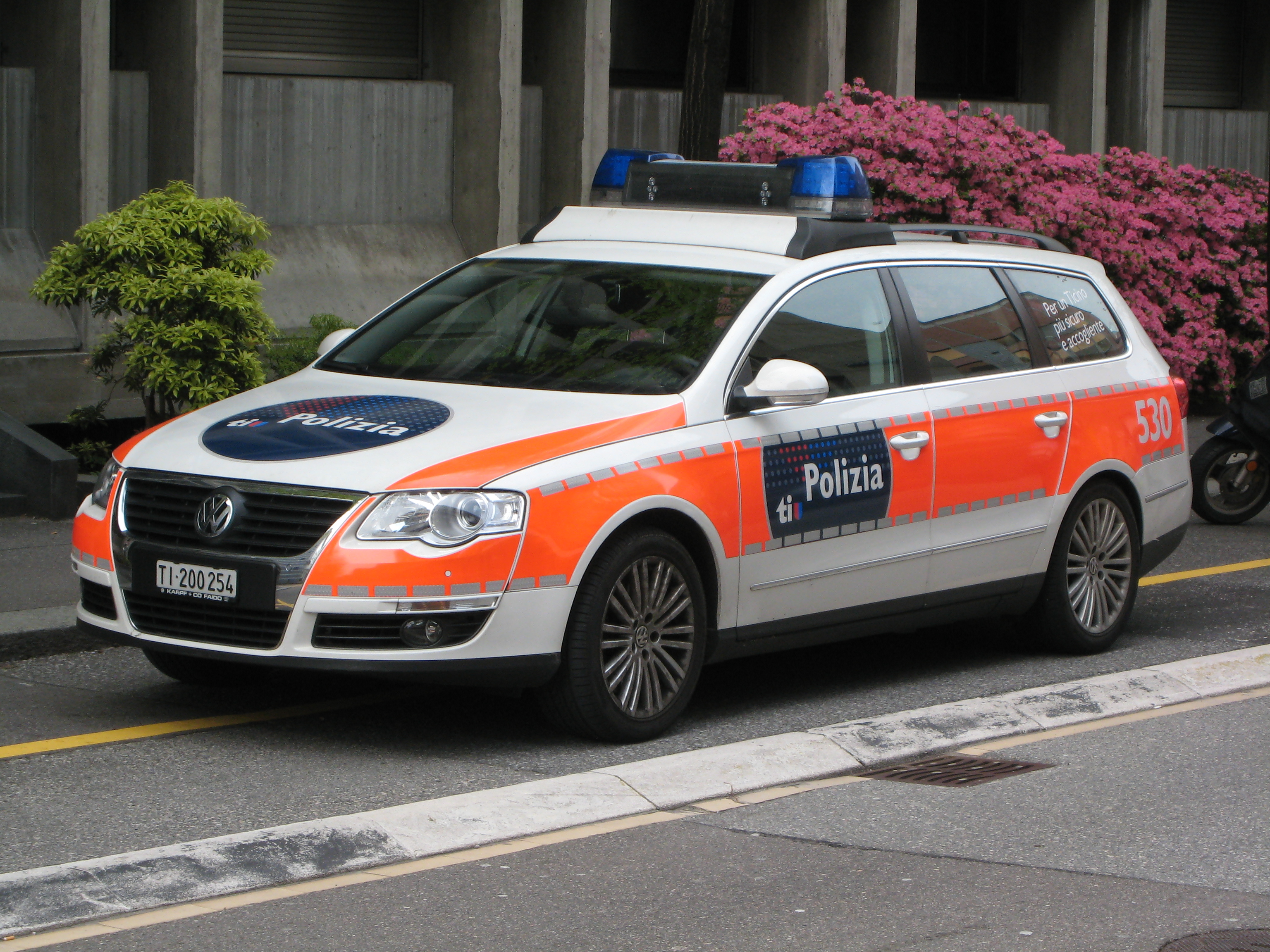
Auto di pattuglia della polizia cantonale ticinese

La Polizia cantonale (in francese Police cantonale, in tedesco Kantonspolizei, in romancio Polizia Chantunala) è la forza di polizia responsabile separatamente di ciascuno dei 26 cantoni svizzeri.
Le attività di polizia in Svizzera sono principalmente svolte dalle autorità locali, e le agenzie cantonali non sono subordinate alle autorità federali, ma rispondono al dipartimento di polizia del proprio cantone. In Svizzera, il numero telefonico di emergenza della polizia è il 117; da essa dipende tuttavia anche il numero unico europeo d'emergenza 112.

## Comandi generali delle polizie cantonali
- Argovia: Tellistrasse, 85 - 5004 Aarau
- Appenzello Interno: Unteres Ziel, 20 - 9050 Appenzello
- Appenzello Esterno: Rathaus - 9043 Trogen
- Basilea Città: Spiegelgasse, 6 - 4001 Basilea
- Basilea Campagna: Rheinstraße, 25 - 4410 Liestal
- Berna: Waisenhausplatz, 32 - 3001 Berna
- Friburgo: Liebfrauenplatz, 2 - 1700 Friburgo
- Ginevra: Boulevard Carl-Vogt, 17 - 1205 Ginevra
- Glarona: Spielhof, 12 - 8750 Glarona
- Grigioni: Ringstrasse, 2 - 7000 Coira
- Giura: Prés-Roses, 1 - 2800 Delémont
- Lucerna: Kasimir-Pfyffer-Strasse, 26 - 6002 Lucerna
- Neuchâtel: Rue des Poudrières, 14 - 2006 Neuchâtel
- Nidvaldo: Kreuzstrasse, 1  - 6371 Stans
- Obvaldo: Polizeigebäude - 6061 Sarnen
- Sciaffusa: Beckenstube, 1 - 8200 Sciaffusa
- Svitto: Bahnhofstrasse, 7 - 6431 Svitto
- Soletta: Werkhofstrasse, 33 - 4503 Soletta
- San Gallo: Klosterhof, 12 - 9001 San Gallo
- Turgovia: Zürcherstrasse, 325 - 8500 Frauenfeld
- Ticino: Viale Officina, 10 - 6500 Bellinzona
- Uri: Tellsgasse, 5 - 6460 Altdorf
- Vallese: Avenue de France, 69 - 1950 Sion
- Vaud: Route de la Blécherette, 101 - 1014 Losanna
- Zugo: Aabachstrasse, 1 - 6301 Zugo
- Zurigo: Kasernenstrasse, 29 - 8021 Zurigo